# Gottfried Finckelthaus
Gottfried Finckelthaus (* 23. Februar 1614 in Leipzig; † 4. August 1648 in Budissin) war ein deutscher Lyriker und Liederdichter des Barocks.

## Leben
Finckelthaus war der Sohn des berühmten Leipziger Juristen Sigismund Finckelthaus, der kurz nach der Geburt Gottfrieds das Rektorat der Universität antrat. Schon im Alter von vierzehn Jahren wurde der hochbegabte Knabe bei der juristischen Fakultät immatrikuliert. Auch andere junge Dichter wie Christian Brehme und Paul Fleming studierten damals in Leipzig und freundeten sich mit ihm an. 1629 erwarb er das juristische Bakkalaureat und 1633 den Magistergrad. Im Jahr 1639 zog er nach Hamburg, wo er sich erneut mit Fleming traf, und weiter nach den Niederlanden, um sich nach Brasilien einzuschiffen, von wo er erst 1641 in die sächsische Heimat zurückkehren sollte. Nach einigen Jahren in Leipzig und Dresden wurde er schließlich 1647 als Kammerprokurator nach Budissin berufen, wo er 1648 im Alter von erst 34 Jahren verstarb. Sein Werk besteht vornehmlich aus weltlichen und geistlichen Liedern, die sich großer Popularität erfreuten und viele Auflagen erlebten.
Finckelthaus schrieb auch unter dem latinisierten Pseudonym Theopacius Oecolampadius.

## Werke (Auswahl)
- Lob- und Liebes-Gedichte. Leipzig 1635
- Deutsche Oden oder Gesänge. Leipzig 1638
- Deutsche Gesänge. Hamburg 1640 u.ö.
- Lustige Lieder. Lübeck 1645
- Des Weisen Salomons Hohes Lied. 1966 (Ndr. d. Ausg. Leipzig 1638)